# Direction centrale de l'industrie militaire
Direction centrale de l'industrie militaire est une direction du ministère algérien de la Défense qui a la charge de l'industrie militaire en Algérie. Elle est le principal fournisseur des équipements et matériels fabriqués localement pour le compte de Armée nationale populaire.

## Histoire
L’armée de terre algérienne ne dispose presque pas de matériel militaire autochtones, les chars sont d’origine soviétique et russe. Le plus moderne de ses chars étant le T90. Elle dispose toutefois de missiles balistiques Iskander et plusieurs véhicules blindés soviétiques obsolètes et russes (BMP).
L’armée de l’air également dépend de la technologie russe, elle dispose de plusieurs Su-30MKA et Mig-29 sophistiqués qui font partie de ses aéronefs les plus récents de son inventaire.  
La marine algérienne quant à elle dépend fortement des navires occidentaux, chinois et russes. Malgré le retard technologique, elle reste l’une des marines les plus importantes de la région et dispose en outre de 2 sous-marins soviétiques et 4 sous-marins russes (Classe Kilo).
Le général Rachid Chouaki en est son directeur. En 2014, il mentionne qu'il entend développer un partenarial entre ces entreprises et l'armée algérienne en favorisant l’investissement étranger qui doit permettre le développement de l’économie algérienne,. Toutefois Rachid Chouaki précise ; « la partie algérienne est majoritaire dans l'actionnariat conformément à la législation en vigueur » . Le 27 juin 2020, le président de la République Abdelmadjid Tebboune met fin aux fonctions de Rachid Chouaki. Rachid Chouaki est remplacé par le général Salim Grid, ancien commandant de l’académie militaire de Cherchell.

## Missions
Les missions principales de la Direction centrale de l'industrie militaire sont :
- équiper les forces armées algériennes ;
- piloter la réalisation des matériels militaires, les évaluer et les tester ;

## Organismes de la DCIM
La Direction centrale de l'industrie militaire, compte plusieurs sociétés et établissements sous sa responsabilité :

### Base Centrale Logistique (BCL)
La base centrale logistique est implantée à Beni Mered dans la Wilaya de Blida. Dotée d'un conseil d'administration présidé par le directeur central de l'industrie militaire et dirigée par le directeur général de l'EPIC-BCL, elle occupe une superficie de 150 ha dont 50 ha couvertes. Cette entreprise est considérée comme étant le principal pôle de soutien différé des unités de combat dont elle assure. Ses missions principales sont la réparation et la rénovation des matériels de combat du corps de bataille ainsi que leur modernisation, la fabrication de pièces mécaniques pour divers secteurs, et la conception mécanique des engins militaires comme les chars, les camions de transport.

### Entreprise de constructions mécaniques de Khenchela (ECMK)
Spécialisée dans la fabrication de pistolets mitrailleurs, fusils à pompes, fusils-mitrailleurs et pistolets automatiques, pièces de rechange et d’outillages.

### Entreprise des réalisations industrielles de Seriana (ERIS)
Spécialisée dans la fabrication de munitions, outillages et pièces de rechange, paratonnerres, groupes électrogènes, stands de tir, matériel d'intendance, matériel paramédical, fixateurs orthopédiques et d'autres produits annexes.

### Établissement de construction et de réparation navale (ECRN)
Spécialisé dans la construction de navires pour le secteur militaire et civil tels que les  navires militaires, les chalutiers, les sardiniers, les vedettes, les remorqueurs, les patrouilleurs rapides, les barges, les docks flottants.

### Entreprise de construction aéronautique (ECA)
Spécialisée dans la construction et maintenance aéronautique, la conception et fabrication d'aéronefs, les opérations de contrôle, de maintenance, de suivi technique pour sa gamme de production, et la formation du personnel navigant civil ou militaire.

### Office National des Explosifs
Au mois d'octobre 2018, le général de Corps d’armée Ahmed Gaïd Salah, a inauguré le complexe industriel de la Société algérienne de production des explosifs à Hammam Dhalaa dans la Wilaya de M'Sila. Cette société, est le fruit d’un partenariat avec la société chinoise Norinco. Elle vient renforcer les autres unités de l’Office National des Explosifs à travers le territoire national, et qui prennent en charge la production des différents types d’explosifs avec des matières premières 100 % locales.